# 羅薩里奧德爾塔拉
32°18′S 59°8′W / 32.300°S 59.133°W
羅薩里奧德爾塔拉（西班牙語：Rosario del Tala），是阿根廷的城鎮，位於該國東北部恩特雷里奧斯省，是塔拉縣的首府，始建於1799年11月7日，海拔高度41米，2010年人口13,723。